# (1917) Cuyo
(1917) Cuyo (1968 AA) – planetoida z grupy Amora okrążająca Słońce w ciągu 3,15 lat w średniej odległości 2,15 j.a. Odkryta 1 stycznia 1968 roku.